# Choristella marshalli
Choristella marshalli är en snäckart som beskrevs av James Hamilton McLean 1992. Choristella marshalli ingår i släktet Choristella och familjen Choristellidae. Inga underarter finns listade i Catalogue of Life.